# Cobitis minamorii tokaiensis
Cobitis minamorii tokaiensis is een ondersoort van de straalvinnige vissen uit de familie van de modderkruipers (Cobitidae). De wetenschappelijke naam van de soort is voor het eerst geldig gepubliceerd in 2012 door Nakajima.